# Технічна кібернетика
Техні́чна кіберне́тика — напрям кібернетики, в якому на основі єдиних для кібернетики в цілому наукових ідей та методів вивчаються технічні системи керування.
Технічна кібернетика є теорією й практикою автоматичного регулювання та керування на сучасному етапі розвитку, а також науковою базою розв'язання завдань комплексної автоматизації виробництва й транспортних та інших складних систем керування.

## Інтернет-ресурси
- Information on the program of study "Engineering Cybernetics" at the University of Stuttgart
- Information on the program of study "Technical Cybernetics" at the University of Magdeburg
- Department of Engineering Cybernetics at the Norwegian University of Science and technology

1. ↑  https://books.google.com/books/about/Engineering_Cybernetics.html?id=NfgvAAAAIAAJ